# Snuper
Snuper (hangul: 스누퍼; significando "Maior que Super") é um grupo coreano formado pela empresa Widmay Entertainment em 2015,  e é o primeiro grupo da empresa. Eles iniciaram a carreira em 16 de Novembro de 2015 com a música "Shall We Dance" (Devemos dançar?) e o grupo é composto por seis membros: Suhyun, Sangil, Taewoong, Woosung, Sangho e Sebin.

## Membros

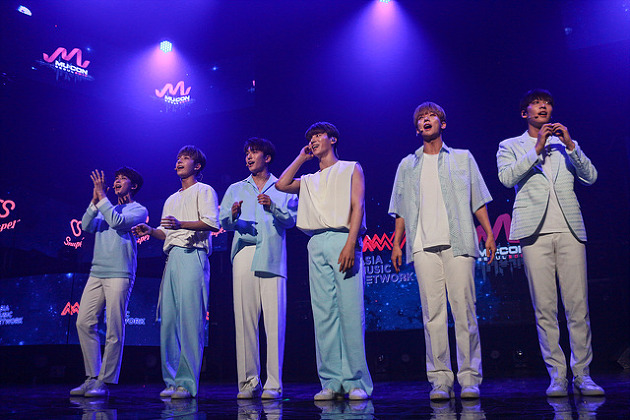
Snuper em 2017

- Suhyun (Hangul: 수현, nascido em Choi Hyung-geun 최형근 em 1 de outubro de 1992)[2]
- Sangil (상일, nascido em Shim Sang-il (심상일) em 1 de maio de 1993)[3]
- Taewoong (태웅, nascido em Yoo Tae-woong (유태웅) em 24 de maio de 1994)[4]
- Woosung (우성, nascido em Choi Sung-hyuk (최성혁) em 24 de setembro de 1994)[5]
- Sangho (상호, nascido em Jo Sang-ho (조상호) em 10 de fevereiro de 1995)[6]
- Sebin (세빈, nascido em Jang Se-bin (장세빈) em 24 de abril de 1996)[7]

## Discografia

### Músicas
| "Shall We Dance" (쉘 위 댄스) (Devemos dançar?)                                            | 2015 | — | —  |                     | Shall We                                                         |
| "Polaroid" (폴라로이드)                                                                    | 2015 | — | —  |                     | Shall We                                                         |
| "Platonic Love" (지켜줄게) (Amor Platônico)                                                | 2016 | — | —  |                     | Platonic Love                                                    |
| "You=Heaven" (너=천국) (Você=Céu)                                                          | 2016 | — | —  | - KOR: 4,967+ (CD)  | Compass                                                          |
| "It's Raining" (Está Chovendo)                                                             | 2016 | — | —  |                     | Rain of Mind                                                     |
| "Back:Hug" (백허그) (Costas:Abraço)                                                        | 2017 | — | —  |                     | I Wanna?                                                         |
| "The Star of Stars" (유성) (A estrela das estrelas)                                        | 2017 | — | —  |                     | The Star of Stars                                                |
| "Dear" (Querida)                                                                           | 2017 | — | —  | - KOR: 1,790+ (CD)  | Dear                                                             |
| "Tulips"                                                                                   | 2018 | — | —  |                     | Blossom                                                          |
| "You in My Eyes (Você nos meus olhos - Edição Special) (내 눈에는 니가)"                   | 2018 | — | —  |                     | You In My Eyes (Você nos meus olhos - Edição Especial do SNUPER) |
| Japonês                                                                                    |      |   |    |                     |                                                                  |
| "You=Heaven" (Você=Céu)                                                                    | 2016 | — | 12 | - JPN: 17,013+ (CD) | Músicas sem álbum                                                |
| "Oh Yeah"                                                                                  | 2017 | — | 3  | - JPN: 32,562+ (CD) | Músicas sem álbum                                                |
| "Stand by Me" (Fique do meu lado)                                                          | 2017 | — | 3  | - JPN: 33,554+ (CD) | Músicas sem álbum                                                |
| "Summer Magic" (夏のMagic) (Magia de verão)                                                | 2018 | — | 8  | - JPN: 20,538+ (CD) | Músicas sem álbum                                                |
| "Weekend Secret" (Segredo de fim-de-semana)                                                | 2019 | — | 8  | - JPN: 19,026 (CD)  | Músicas sem álbum                                                |
| "—" denota lançamentos que não atingiram a parada musical ou não foram lançadas na região. |      |   |    |                     |                                                                  |